# Le Volant d’Or de Toulouse 2002
Der Volant d’Or de Toulouse 2002 im Badminton fand vom 14. bis zum 17. November 2002 in Cahors statt.

## Sieger und Platzierte
| Disziplin    | Gold                              | Silber                               | Bronze                               |
| ------------ | --------------------------------- | ------------------------------------ | ------------------------------------ |
| Herreneinzel | Kasper Ødum                       | Joachim Persson                      | Sydney Lengagne                      |
| Herreneinzel | Kasper Ødum                       | Joachim Persson                      | Joachim Fischer Nielsen              |
| Dameneinzel  | Zeng Yaqiong                      | Tine Høy                             | Kelly Morgan                         |
| Dameneinzel  | Zeng Yaqiong                      | Tine Høy                             | Mette Pedersen                       |
| Herrendoppel | Vincent Laigle Svetoslav Stoyanov | Manuel Dubrulle Mihail Popov         | Rasmus Andersen Carsten Mogensen     |
| Herrendoppel | Vincent Laigle Svetoslav Stoyanov | Manuel Dubrulle Mihail Popov         | José Antonio Crespo Sergio Llopis    |
| Damendoppel  | Akiko Nakashima Chihiro Ohsaka    | Helle Nielsen Majken Vange           | Amélie Decelle Elodie Eymard         |
| Damendoppel  | Akiko Nakashima Chihiro Ohsaka    | Helle Nielsen Majken Vange           | Helen Nichol Charmaine Reid          |
| Mixed        | Jonas Glyager Jensen Majken Vange | Carsten Mogensen Kamilla Rytter Juhl | Svetoslav Stoyanov Victoria Hristova |
| Mixed        | Jonas Glyager Jensen Majken Vange | Carsten Mogensen Kamilla Rytter Juhl | Andreas Hansen Helle Nielsen         |